# 亀田郷

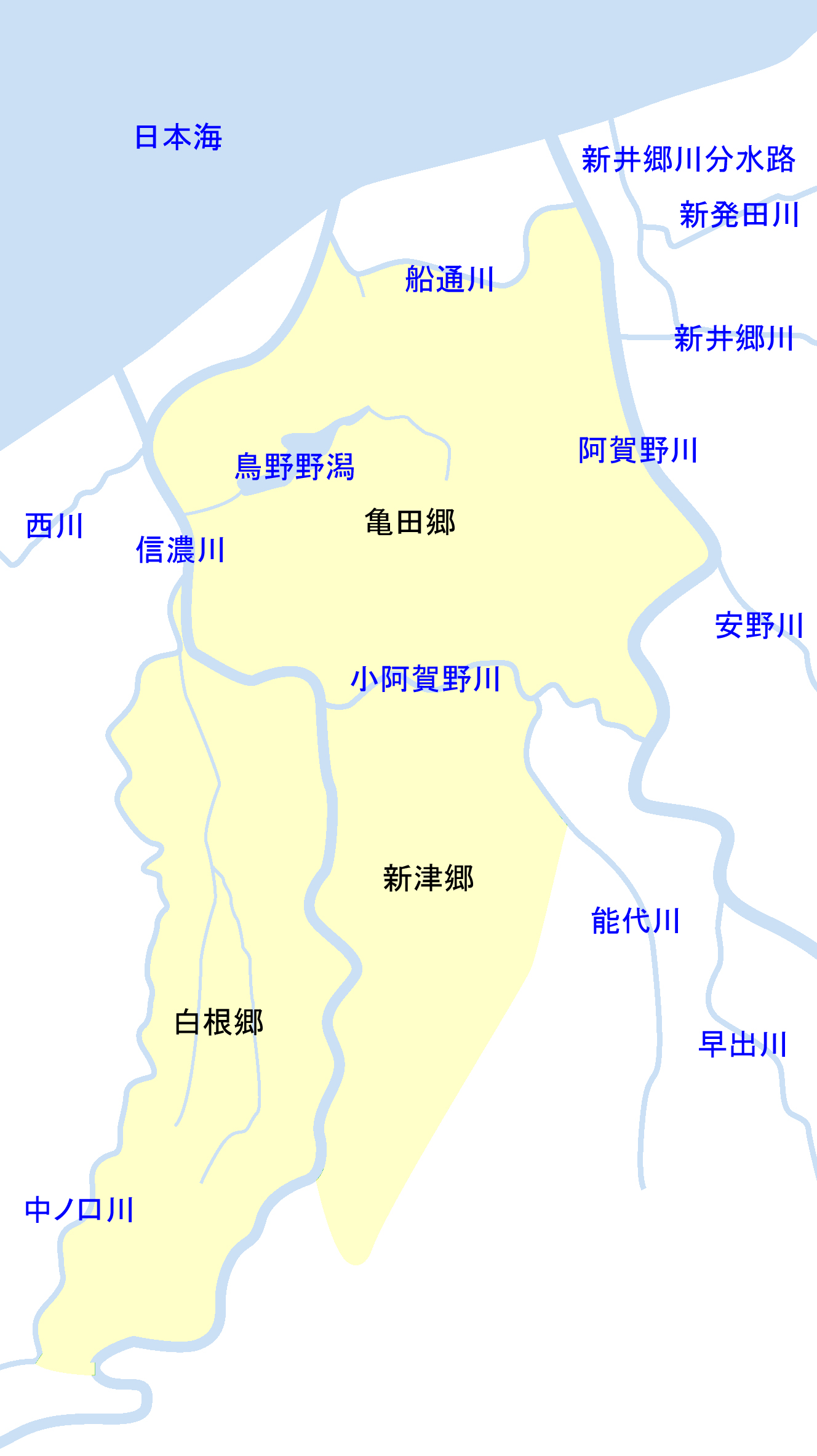
亀田郷・白根郷・新津郷の分布。北端は文献によって範囲が異なる。

亀田郷（かめだごう）とは、越後平野を流れる信濃川、阿賀野川およびその支流である小阿賀野川に囲まれた地域を指す言葉。かつての大湿地帯が干拓されて美田となり、「疎水百選」に選ばれている。

## 地理

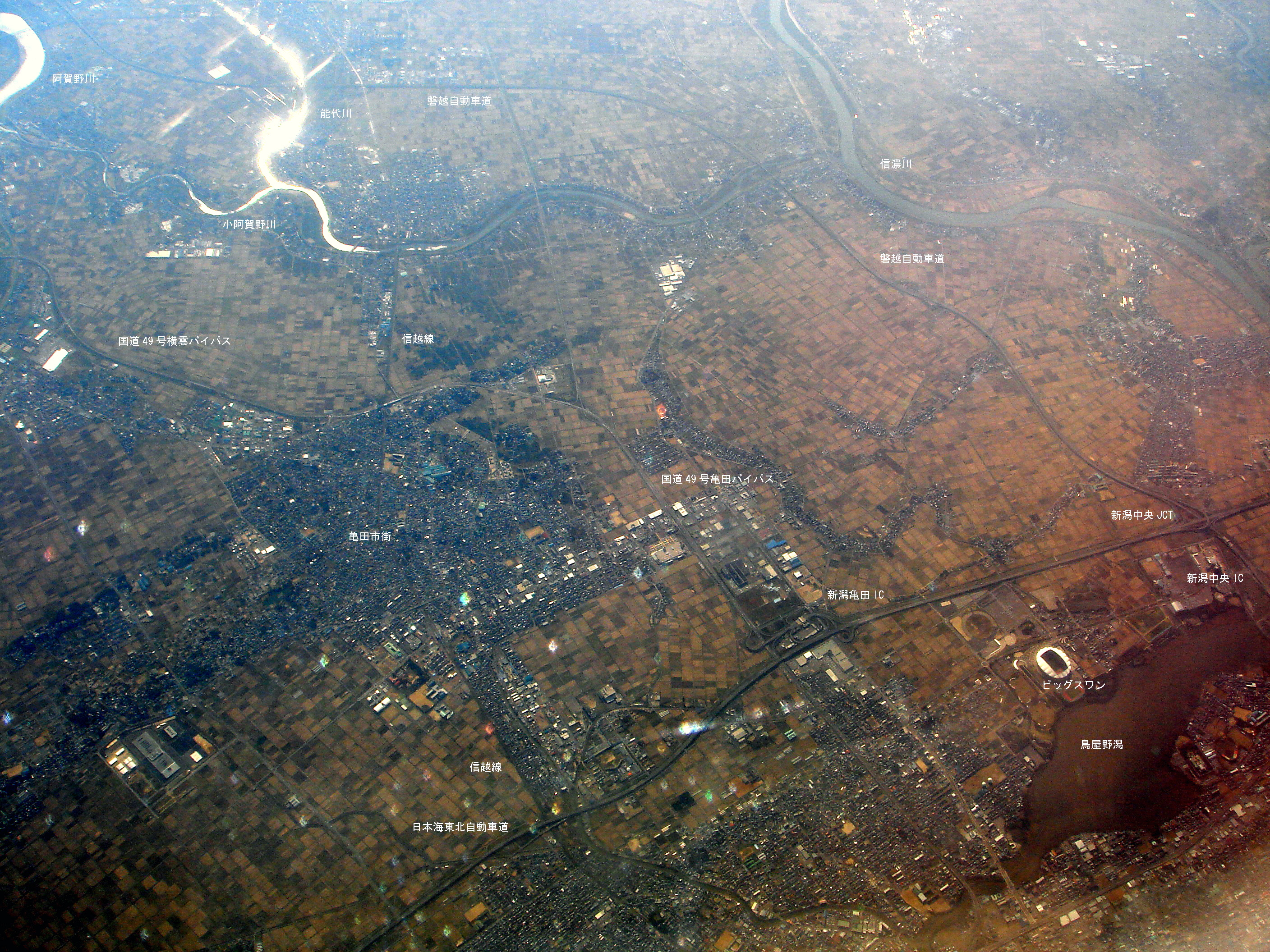
鳥屋野潟および阿賀野川と信濃川を結ぶ小阿賀野川。

新潟市中央区・東区の一部と江南区のほぼ全域にあたる鳥屋野潟を中心とした約11km四方、約10,000haにも及ぶ広大なエリアで、かつては「地図にない湖」「葦沼」とも呼ばれた大湿地帯であった地域である。
この地域は多くの横列砂丘が発達し、河道に沿った自然堤防の背後を低背湿帯が占め、耕作地の標高が低いといった越後平野の地形的特徴を全て備えたような地域であった。

## 歴史

### 開発のはじまり
この地域の開発が始まったのは溝口秀勝が新発田城に入った1598年（慶長3年）であり、以後の新発田藩主・溝口氏による新田開発などの土地改良事業がその後の開発の礎となった。江戸幕府や明治政府の調査による石高推移から判断するに、この地域の水田開発は17世紀前半と18世紀後半から19世紀前半の2つの時期に盛んに行われたと考えられる。
17世紀の開発では、主に標高が高い地域の開発が行われたと考えられる。この時期の石高は1600年（慶長5年）と1664年（寛文4年）の比較で、3741石→8130石の約2.17倍といった伸びであった。次の大規模な調査が行われた1777年（安永4年）の石高増加量は2000石程度（約1.24倍）と大きく増加ペースが落ちているが、1730年（享保15年）に紫雲寺潟の干拓事業で開削された加治川の放水路が翌年の融雪による洪水で阿賀野川の本流となったことで阿賀野川の水位が下がり、周囲の低湿地帯の新田開発が加速していた。干陸化が進んだことで沼地であった土地の開発が進み、18世紀後半以降に急激に石高を増やす。1868年（明治元年）の調査では30210石が記録されており、1777年と比較すると約2.98倍の急激な伸び率であった。
なお、この地域の水田開拓は、水田にする場所の周囲を小堤で囲み、その外側に用水路を築いて外水を防ぐ方式で行われた。水田は排水路や沼から泥土を客土して土地を高めたが、開拓後も毎年客土は続けられた。19世紀末までに農民たちは村単位で協力して水田地帯の周囲に小堤と排水路を巡らせて小さな輪中を構成するようになるが、村ごとに対策は異なっており対立や紛争が繰り返された。各小輪中ごとの治水は明治時代に入っても続くが、1886年（明治19年）に栗ノ木川に依存する81町村が合同で水利土工会を設立し、以降は地域一体となって対策が行われることとなる。
また、この地域は記録にあるだけでも1653年（承応2年）から1926年（大正15年）の間で約40回の水害に襲われている。農民は破堤・氾濫対策を求めるが、江戸時代は周囲の地域を小藩が分立支配していたため地域一体となった対策は困難で、根本的な治水工事は1927年（昭和2年）と1933年（昭和8年）の工事を待つこととなる。

### 改善しない湿田地帯
1906年（明治39年）以降、地域内に排水機が順次設置されていくが、農民は舟を使って腰まで水に浸かりながらの農作業を強いられ、生産性が低く且つ命懸けの作業環境にさらされていた。しかし、過酷な環境下で造られた米は鳥ですら口にしないことから「鳥跨ぎ」とも呼ばれるなど、著しく品質が低かった。さらには信濃川や阿賀野川で洪水が発生するたびに堤防が壊れ、大規模な被害を受け、三年に一度しか米が作れないことから「三年一作」とも揶揄されたほどであった。この間、信濃川では大河津分水路の通水によって下流域の水量が減少し、阿賀野川でも大規模な河道改修が実施されたことにより、治水能力は改善された。また鳥屋野潟から信濃川に通じる栗ノ木川の分水路として新栗ノ木川が通水したものの、亀田郷の排水は遅々として進まなかった。

### 排水と乾田化
1948年、戦前から進められていた農地整備事業の一環として、鳥屋野潟東端部から栗ノ木川を通じて機械による強制排水を行う「栗ノ木排水機場」が稼働を開始した。合わせて域内には土地改良区が組織され、農地を統一規格に整備することとなり、用排水路など疏水の整備も進められた。排水機場の設置は地域の悲願でもあり、
完成の前年である1947年10月、新潟県に昭和天皇の戦後巡幸が行われた際には、天皇の視察先の一つにも選ばれている。
こうした策によって亀田郷の排水は急速に進捗し、1955年頃には水田の区画化がほぼ完了。牛や馬、機械による農作業が可能となって舟農業からの脱却を果たし、亀田郷では1957年に乾田化が宣言された。米をはじめとする農産物の生産性が大幅に改善された上に、品質も大きく向上した。
これと併せて鳥屋野潟周辺に多数存在した小規模湖沼の干拓と埋立ても進められ、都市開発が急速に進捗した。広大な平地であることから農地のみならずニュータウンやロードサイド店舗、工業団地などが林立した。